# حوزه انتخابیه سوم کنتاکی
حوزه انتخابیه سوم کنتاکی یک حوزه انتخابیه مجلس نمایندگان آمریکا است که در ایالت کنتاکی قرار دارد.